# Krabi tartomány
Krabi tartomány Thaiföld egyik déli tartománya (csangvat) a Malaka-szoros partján. Székhelye Krabi város.
Mintegy 4700 négyzetkilométeres területével és 457 ezres népességével (2014), körülbelül Győr-Sopron vármegyével megegyező méretű.
A szomszéd tartományok északról, az óra járása szerint: Phangnga, Szuratthani, Nakhonszithammarat és Trang. Phuket tartomány tőle nyugatra fekszik, a Phangnga-öböl túloldalán.

## Történet
Krisztus előtt 1200 körül Krabi a ligori királyságnak fizetett adót. Ligor a Kra-félsziget keleti oldalán fekvő város volt, ma Nakhonszithammarat néven ismert. Krabit a modern időkben is Nakhonszithammaratból igazgatták, még azután is, hogy Csulalonghorn királytól 1872-ben város státuszt kapott. 1875-ben közvetlenül Bangkoknak rendelték alá, és ezzel megszületett a mai tartomány elődje. 1900-ban a kormányzó a tartományi székhelyet Bantaladkauból mai helyére tette át, a Krabi folyó torkolatához.
A legenda szerint a város alapításakor egy ősrégi kard került elő a földből, és a város erről, a kard szóról kapta a nevét.

## Földrajza
A Malakkai-szorosban fekvő tartomány természeti szépségeiről ismert. Szárazföldi részében és a tengeren is vannak például látványos mészkősziklái csúcsai. Messzi földről érkeznek  sziklamászók a Tonszaj-öbölbe és a Rajle-partra, amely a festői Phranang-félsziget része. A tartomány 154 szigete közül a leghiresebb A Part cimű filmből ismert Ko Phiphile. Ismert még az ugyancsak a Phiphi-szigetekhez tartozó Ko Phiphidon, illetve a déli Ko Lanta. A környék partjain károkat okozott a 2004-es cunami.
Krabi mészkőhegyeiben sok a cseppkőbarlang. Az Auluek amphöben (kerületben) található Csaule és Phihuato barlangokban embereket, állatokat és geometriai alakzatokat ábrázoló történelem előtti barlangrajzok láthatók. A Langrongrien barlangban 1986-ban negyvenezer éves kőeszközöket, edényeket és csontokat tártak fel. Ezek a legrégebbi délkelet-ázsiai emberi nyomok közé tartoznak. Krabi barlangjai az egyik fő forrása a fecskefészekleves alapanyagának.
Krabi megművelt területein a gumifák és olajpálmák dominálnak. A pálmaültetvények 1568 négyzetkilométert foglalnak el, a tartomány teljes megművelt területének 52 százalékát. Az olajpálmák és a gumifák a művelt terület 95 százalékát adják. Nagy ültetvények és kisgazdaságok is vannak.

## Lakói és kultúrája
A tartományt buddhisták, thai-kínaiak, moken tengeri cigányok és muszlimok lakják. A tartományiak kétharmada buddhista, egyharmada muszlim. A 2003 óta Thaiföld déli tartományait nyugtalanító muszlim felkelés Krabit kevéssé érintette.

## Gazdasága
A krabiiak hagyományos megélhetése a mezőgazdaság, az utóbbi évtizedekben azonban egyre fontosabb jövedelmi forrássá vált a turizmus.
A halászat a harmadik, az előbbieknél kevésbé fontos ágazat. A legjelentőebb készpénzforrás a gumi, ezt követi a pálmaolaj. Thaiföld legnagyobb pálmaolajtermékgyártójának, a Univanich Palm Oil PCL-nek Krabiban van a központja. A cégnek ezer alkalmazottja van és kétezer kicsi és közepes gazdaságtól vásárol.

## Jelképei
A tartomány pecsétje két keresztbetett régi kardot mutat (hiszen a krabi szó ósziámiul kardot jelent), az Indiai-óceánnal és a Khauphanombencsa heggyel a háttérben. Utóbbi, 1397 méteres tengerszint feletti magasságával a tartomány legmagasabb hegye.
A tartomány jelmondata: "Krabi, az élhető város, barátságos nép."
A tartomány fája a thung-fa (Thai: ทุ้งฟ้า) vagy Alstonia macrophylla.

## Fordítás
Ez a szócikk részben vagy egészben  a   Krabi Province című angol Wikipédia-szócikk ezen változatának fordításán alapul.  Az eredeti cikk szerkesztőit annak laptörténete sorolja fel. Ez a jelzés csupán a megfogalmazás eredetét és a szerzői jogokat jelzi, nem szolgál a cikkben szereplő információk forrásmegjelöléseként.